# 瞻江街道
瞻江街道，是中华人民共和国江苏省无锡市梁溪区下辖的一个乡镇级行政单位。2021年10月20日设立。以原黄巷街道的丰涵家园、刘潭新村、刘潭、庄前、前村5个社区居委会区域及原广益街道的黄泥头社区居委会和原广瑞路街道的广益新村社区居委会区域为瞻江街道行政区域，管理丰涵家园、刘潭新村、刘潭、庄前、前村、黄泥头、广益新村7个社区居委会。

## 行政区划
瞻江街道下辖以下地区：
刘潭一村社区、刘潭二村社区、民丰里第一社区、民丰里第二社区、广石家园社区、惠山社区、梨庄社区、社桥社区、民丰社区、五河社区、杨木桥社区、高泾社区、前村社区、庄前社区、刘潭社区、龙塘家园第一社区、盛世家园社区、丰涵家园社区和五河苑社区。